# Phthiracarus persimplex
Phthiracarus persimplex är en kvalsterart som beskrevs av Sandór Mahunka 1982. Phthiracarus persimplex ingår i släktet Phthiracarus och familjen Phthiracaridae. Inga underarter finns listade i Catalogue of Life.